# 초음파 칫솔

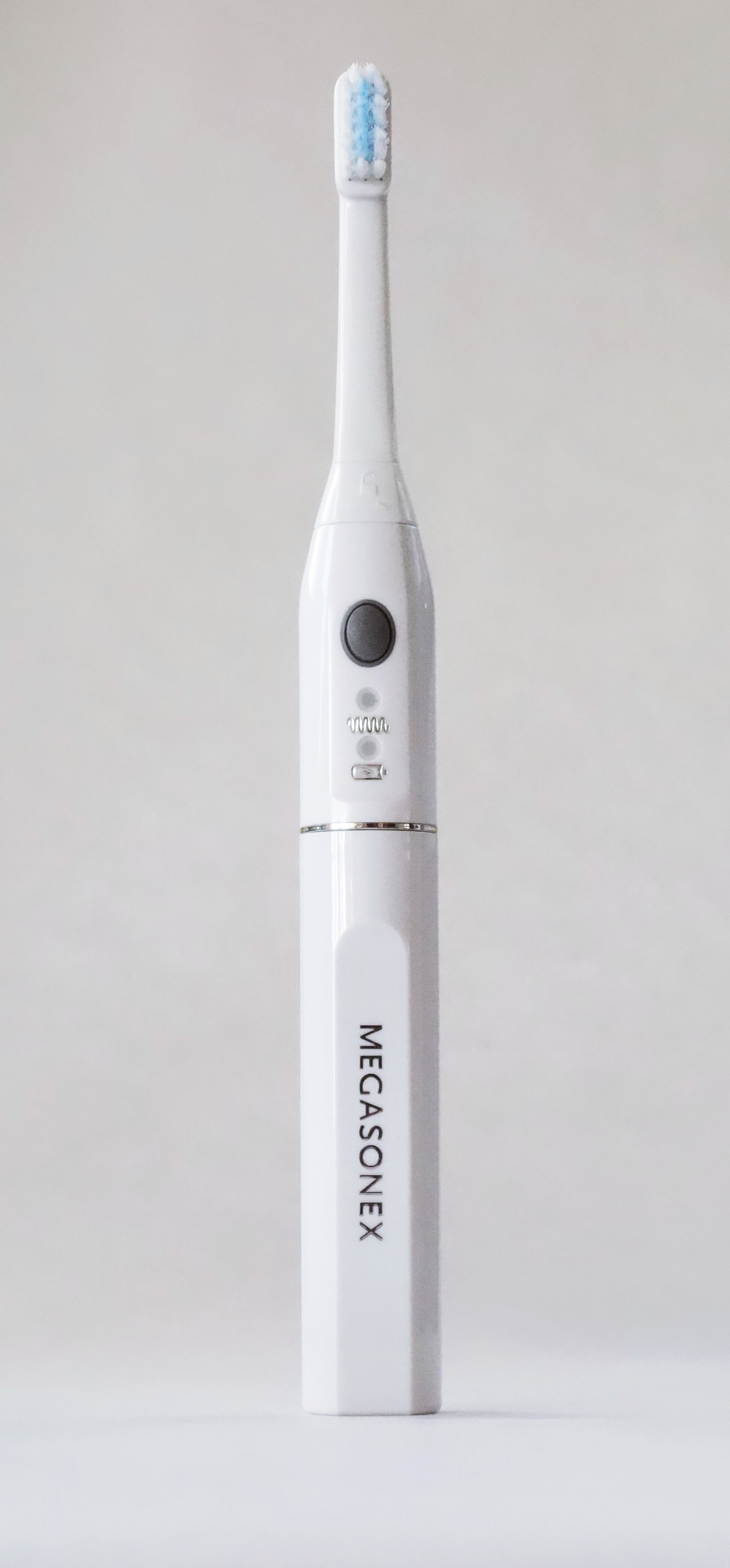
초음파 칫솔 (메가소넥스)

초음파 칫솔(Ultrasonic toothbrush)은 치태를 제거하고 플라그 박테리아를 무해하게 만드는 데 도움을 주기 위해 초음파를 발생시켜 작동하는 일상적인 가정용 전동 칫솔이다. 일반적으로 1.6MHz의 주파수에서 작동하며 이는 분당 96,000,000펄스 또는 192,000,000회 움직임에 해당한다. 초음파는 인간의 청각을 넘어서는 주파수에서 생성되는 일련의 음압파로 정의된다.

## 역사
처음에는 울티마(Ultima)라는 브랜드로, 나중에는 소넥스(Sonex Corporation)에서 울트라소넥스(Ultrasonex)라는 브랜드로 명명된 최초의 초음파 칫솔은 1992년 로버트 T. 복(Robert T. Bock)에 의해 미국에서 처음으로 특허를 받았으며, 같은 해 FDA는 매일 가정용으로 사용할 수 있도록 승인했다. 처음에 울티마는 초음파에서만 작동했다. 몇 년 후 울트라소넥스 브러시에 모터가 추가되어 추가적인 음파 진동을 제공했다. 이후 소넥스는 샐튼(Salton, Inc.)에 매각되었고 샐튼은 미국을 포함한 여러 국가에 제품을 유통하기 시작했다. 2008년 샐튼의 새 소유주는 구강 위생 시장을 떠나기로 결정했으며 그 이후로 여러 새로운 회사가 울트레오(Ultreo), 메가소넥스(Megasonex) 및 에밋-덴트(Emmi-Dent) 브랜드와 같은 초음파 칫솔을 판매하기 시작했다. 또한 2012년 후반에 로버트 T. 복은 업데이트된 기술을 사용하여 새로운 초음파 칫솔인 스마일렉스(Smilex) 초음파 칫솔을 만들었다. 오늘날 대부분의 초음파 칫솔은 음파 진동과 함께 초음파 모드에서 동시에 작동한다. 2018년 11월 현재 판매되는 초음파 칫솔은 에미덴트, 메가소넥스, 스마일렉스 브랜드뿐이다.